# Logh
I Logh sono un gruppo post-rock formatosi nel 1998 a Lund, in Svezia.

## Formazione
- Mattias Friberg (voce, chitarra)
- Mathias Olden (basso)
- Jens Hellgren (chitarra)
- Mattias Jeppsson (chitarra)
- Karl Arvidson (tastiere)
- Marco Hildén (batteria)

## Discografia
- Every Time a Bell Rings an Angel Gets His Wings (2002)
- The Raging Sun (2003)
- The Contractor and the Assassin EP (2003)
- A Sunset Panorama (2005)
- North (2007)